# Dounia Rijkschroeff
Dounia Rijkschroeff (Enschede, 29 juni 1990) is een Nederlands model en televisiepresentatrice.

## Biografie en carrière
Rijkschroeff groeide op in Enschede. Ze volgde het havo aan Het Stedelijk Lyceum aldaar.
Rijkschroeff begon haar loopbaan als model. Ze deed veel fotoshoots voor kleding en trad op als gastvrouw bij beurzen. In 2015 deed ze mee aan de Miss Nederlandverkiezing, waar ze de finale wist te bereiken. Uiteindelijk was het Jessie Jazz Vuijk die de verkiezing won, maar Rijkschroeff sleepte wel de Social Media Award binnen.
Op 1 januari 2017 was Rijkschroeff voor het eerst te zien bij RTL 4 als presentatrice van Van passie naar droombaan. Ze presenteerde dit programma samen met Sonja Silva.
Zowel in 2017 als 2018 presenteerde Dounia de gala-avond van de Roparun in Hamburg.
In 2018 presenteerde ze het door haar bedachte programma Dounia zoekt talent.
In 2019 presenteert Rijkschroeff voor RTL 7 het programma Carrieretijgers.

## Persoonlijk
Rijkschroeff had in 2017-2018 een relatie met voetballer Karim Rekik en woont in Amsterdam.